# Огнена страна
„Огнена страна“ (на английски: Fire Country) е американски екшън-драматичен сериал, по идея на Марк Тиерио (който също участва в сериала), Тони Фелън и Джоан Рейтър. Продуциран от Джери Брукхаймър, премиерата на сериала е излъчена по CBS на 7 октомври 2022 г. През януари 2023 г. сериалът е подновен за втори сезон.

## В България
В България сериалът започва излъчване на 7 март 2023 г. по Фокс с разписание всеки вторник от 22:00 ч. Дублажът е на студио Про Филмс. Екипът се състои от:
| Преводач            | Ивелина Иванова                                                              |
| Тонрежисьор         | Николай Марков                                                               |
| Режисьор на дублажа | Десислава Знаменова                                                          |
| Озвучаващи артисти  | Ася Рачева Христина Ибришимова Росен Русев Константин Лунгов Мартин Герасков |